# بيرسونا 3 ذا موفي: 4 ونتير ريبريث
بيرسونا 3 ذا موفي: 4 ونتير ريبريث (باليابانية: 劇場版「ペルソナ3」第4章، بالروماجي: Gekijōban Perusona 3 Dai Yon Shō) هو فيلم أنمي ياباني من إخراج توموهيسا تاغوتشي ومن تأليف جون كوماغاي ومن أيه-1 بكتشرز، هو الفيلم الرابع من سلسلة أفلام بيرسونا 3 ذا موفي [الإنجليزية]، هو مقتبس من لعبة الفيديو برسونا 3 من تطوير أتلس. عرض الفيلم في اليابان في 23 يناير عام 2016.

## القصة
تدور أحداث القصة عن ماكوتو الذي نجا من حادث سيارة قبل عشر سنوات، الذي أدى إلى مقتل والديه. في أعقاب ذلك شاهد معركة بين إيجيس وريوجي، الذي كان في ذلك الوقت ظلًا يُعرف باسم الموت وغير قادر على هزيمته، قام إيجيس بختم الموت داخل ماكوتو، الذي فقد بعد ذلك ذكرياته عن الحادث. في الوقت الحاضر يتذكر ماكوتو الحادث عند اكتشافه هوية ريوجي الحقيقية.

## الأداء الصوتي
ماكوتو يوكي
أداء صوتي: أكيرا إيشيدا
يوكاري تاكيدا
أداء صوتي: ميغومي تويوغوتشي
جونبي إيوري
أداء صوتي: كوسكي توريومي
ميتسورو كيريجو
أداء صوتي: ريه تاناكا
أكيهيكو سانادا
أداء صوتي: هيكارو ميدوريكاوا
فوكا ياماغيشي
أداء صوتي: ماميكو نوتو
شينجيرو أراغاكي
أداء صوتي: كازويا ناكاي
إيجيس
أداء صوتي: مايا ساكاموتو
كين أمادا
أداء صوتي: ميغومي أوغاتا

## وصلات خارجية
- الموقع الرسمي باللغة اليابانية
- بيرسونا 3 ذا موفي: 4 ونتير ريبريث على موقع IMDb (الإنجليزية)
- بيرسونا 3 ذا موفي: 4 ونتير ريبريث على موقع نتفليكس (الإنجليزية)
- بيرسونا 3 ذا موفي: 4 ونتير ريبريث على موقع أول موفي (الإنجليزية)
- بيرسونا 3 ذا موفي: 4 ونتير ريبريث على موقع فيلمافينيتي (الإسبانية)
- بيرسونا 3 ذا موفي: 4 ونتير ريبريث على موقع قاعدة بيانات الفيلم (الإنجليزية)
- بيرسونا 3 ذا موفي: 4 ونتير ريبريث على موقع ليتربوكسد (الإنجليزية)
- بيرسونا 3 ذا موفي: 4 ونتير ريبريث على موقع كينوبويسك (الروسية)